# زیگورات شاخدار

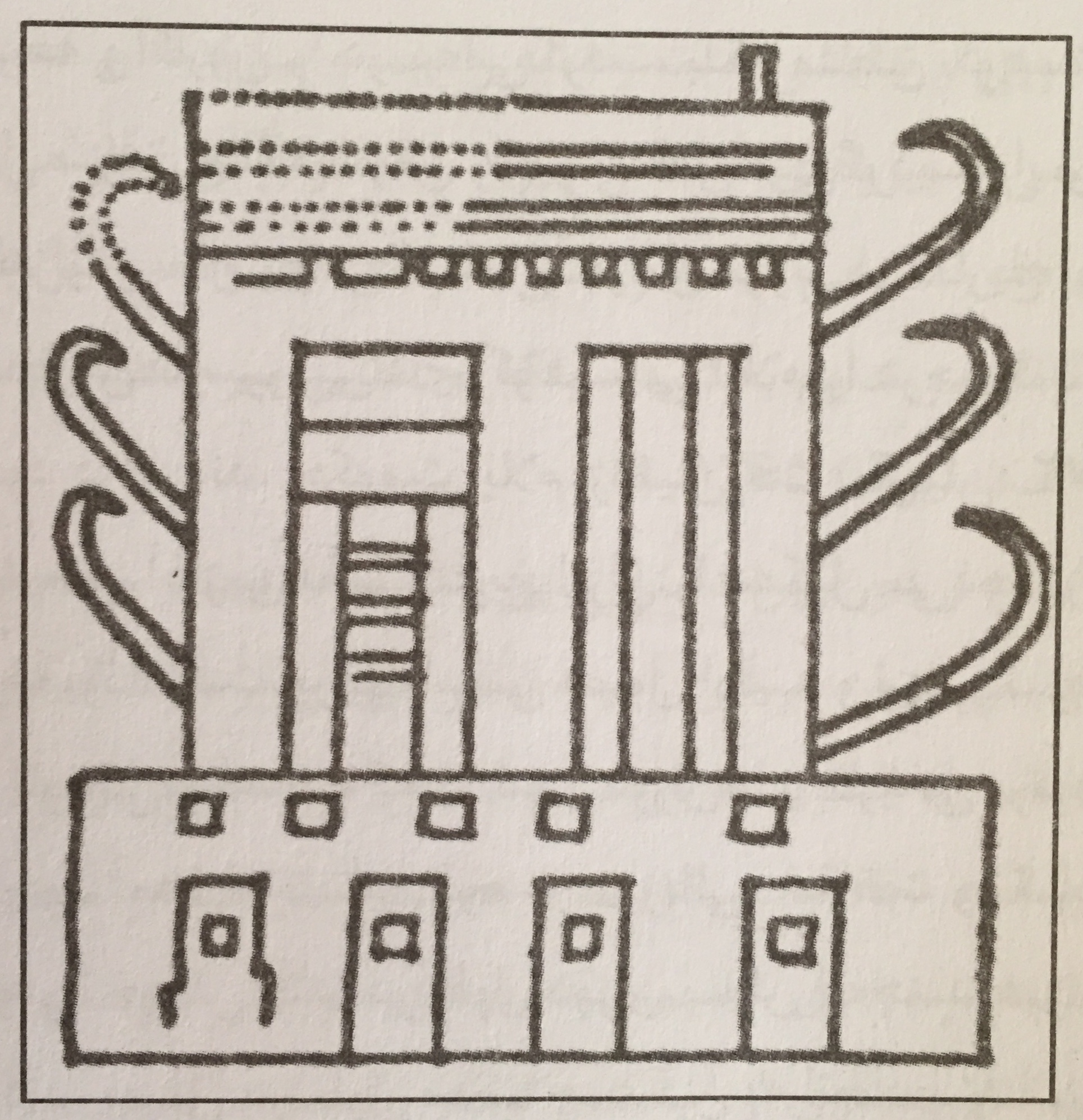
ایلام، از مهرهای هزاره سوم پیش از میلاد، از کتاب دنیای گمشده ایلام، والتر هینتز

ایلامیان مردمانی بودند که نژادشان ناشناخته مانده‌است. آنها تا حدودی از فرهنگ سومری تاثیر پذیرفته بودند و همچون آنها به چند خدا باور داشتند. ایلامیان از هزاران سال پیش در دشت خوزستان خانه گزیده بودند و فرمانروایی داشتند. آنها همیشه در برابر حملات ساکنان بین النهرین، به‌خصوص آشوریان بودند و سرانجام در میانه سده هفتم پیش از میلاد به‌دست آنها برافتادند.
مرکز تمدن ایلامی، شهر شوش بود که تاریخی چند هزار ساله داشت و دارای همه عناصر حکومتی بود؛ مانند ارگ و به‌ویژه یک نیایشگاه به نام زیگورات، که شباهت نزدیکی به معماری پیشرفته سومریان دارد. در هفت تپه خوزستان، بازمانده معماری ایلامی هنوز پابرجاست و نمودار پیشرفت در فن ساختمان است. ساختمان های آنها طرحی راست گوشه داشت و آسمانه ها بیشتر دارای تاق ضربی بود و همچنین از تیر و آسمانه (سقف) تخت هم بهره گیری می کردند.
ایلام تمدنی تقریباً ناشناخته مانده است. با این وجود، آنها در میان مردم خاور نزدیک، فرهنگی برجسته و تاریخی داشتند که بیشتر از دو هزار سال را در بر می گیرد. قسمت شرقی شوش زیر خاکریزهایی قرار گرفته که صدها متر طول و در قسمت هایی حدود 40 متر ارتفاع دارد. این کوه خاکریز تمامی آن چیزی است که از شهری که روزی شهر مهمی بوده برجا مانده است. هر تلاشی برای ردیابی نژاد ایلامی با دشواری مواجه می شود. هر چه منابع موجود را بیشتر بررسی می کنید، بیشتر این تصور را پیدا می کنید که ایلامی ها، ایلامی بوده اند، نژادی با استقلالی خدشه ناپذیر. اطلاعات درباره زندگی روزمره ایلامیان را از مهرهای سومین هزاره می توان یافت.
در یک مهر متعلق به هزاره سوم پیش از میلاد، معبدی در ایلام قدیم به صورت یک بنای مربع مستطیل مرتفع بر یک شالوده ایوان دار نشان داده شده است. آجرکاری قسمت جلو، دارای روزنه هایی بوده است و در قسمت پشت ممکن است پلکان هایی برای دستیابی به معبد وجود داشته باشد. در خود معبد، دو چارچوب در بلند را می بینیم که فقط در سمت چپی عملاً به عنوان در ورودی مورد استفاده قرار می گرفته است - یک پرده نی ای آن را تا حدی از نور آفتاب محافظت می کرده است - در عین حال در سمت راست ممکن است فقط یک در ظاهری باشد. آسمانه معبد صاف و متشکل از چند ردیف تیر چوبی بود. درون معبد به‌وسیلهٔ یک دسته پنجره های مربع شکل که میان در و سقف قرار داشت، روشن و تهویه می شد. جالب ترین ویژگی معبد، سه شاخ بزرگ است که در هر طرف دیوارهای معبد نصب شده است. سنگ نبشته های ایلامی میانه، ثابت می کند که این شاخ ها بخش مهمی از هر معبد را می ساختند چون نماد الوهیت بودند.